# Cameliu Ovidiu Petrescu
Ovidiu Cameliu Petrescu (n. 11 februarie 1953 - m. 27 noiembrie 2021, 68 ani) a fost un deputat român în legislatura 1990-1992, ales în județul Buzău pe listele partidului FSN. În cadrul activității sale parlamentare în legislatura 1990-1992, Ovidiu Cameliu Petrescu a fost membru în grupurile parlamentare de prietenie cu Republica Libaneză, Statul Israel, Canada, Republica Populară Chineză, Japonia și Regatul Spaniei. Ovidiu Cameliu Petrescu a fost reales și în legislaturile 1992-1996, 1996-2000 și 2000-2004 ca deputat de Buzău, succesiv pe listele, PDSR și PSD. Între 1992-sept. 1993 a fost secretarul Comisiei de apărare, ordine publică și siguranță națională a Camerei Deputaților. Din septembrie 1993 până la sfârșitul anului 1996 a fost secretar al Biroului permanent al Camerei Deputaților. Între 1993-1996 a fost membru în delegația Parlamentului României la Adunarea parlamentară a Atlanticului de Nord. Între 1993-1994 a fost și președintele Comisiei speciale pentru întocmirea Regulamentului Camerei Deputaților. În legislatura 1996-2000 a fost vicepreședinte al Comisiei comune a Camerei Deputaților și Senatului pentru controlul activității Serviciului Român de Informații și membru în Comitetul director al Grupului interparlamentar român. În legislatura 2000-2004 a fost trei ani vicepreședinte al Camerei Deputaților, iar între 1 septembrie 2004 și decembrie 2004 a fost secretar al Camerei Deputaților. Tot în legislatura 2000-2004 a fost președinte al delegației Parlamentului României la Adunarea Parlamentară NATO și președinte al grupului de prietenie cu Regatul Unit al Marii Britanii și Irlandei de Nord din Parlamentul României. În 2002 a fost decorat de către președintele Ion Iliescu cu Ordinul Național „Pentru Merit”, în grad de Cavaler. Din 2002 a înființat și conduce Asociația culturală „Renașterea buzoiană”. A publicat articole politice în presa buzoiană, a publicat versuri în diverse reviste și în almanahul „Renașterea buzoiană” și două cărți: „Parlamentarii și frizerii” -1998, „Politica între fascinație și repulsie”-2004. Din 2005 este consilier la Comisia pentru Regulament a Camerei Deputaților.
Ovidiu Cameliu Petrescu a absolvit facultatea de filosofie și facultatea de drept de la Universitatea București.  